# Język ivatan
Język ivatan – język austronezyjski z grupy języków filipińskich. Posługuje się nim 35 tys. osób (1998), mieszkańców prowincji Batanes w północnych Filipinach.
Wyróżnia się dialekty: basco, południowy i itbayaten (itbayat). Język wyspy Babuyan (w prowincji Cagayan) bywa rozpatrywany jako kolejny dialekt. Ethnologue klasyfikuje ten dialekt (zwany ibatan) jako odrębny język (1240 użytkowników, 2007).
Powszechna jest wielojęzyczność. W użyciu są też języki filipiński i angielski. Jest zapisywany alfabetem łacińskim.